# L'Amour à cheval
Pour plus de détails, voir Fiche technique et Distribution.
L'Amour à cheval (La matriarca) est un film italien réalisé par Pasquale Festa Campanile, sorti en 1968.

## Synopsis
Mimi (Catherine Spaak), jeune veuve et femme « innocente », découvre petit à petit la vie secrète de son défunt mari. Après lecture de Psychopathia sexualis de Richard von Krafft-Ebing, elle décide de rattraper le temps perdu et de multiplier les rencontres. Celle avec le docteur Carlo de Marchi (Jean-Louis Trintignant) l’entraînera très loin...

## Fiche technique
- Titre : L'Amour à cheval
- Titre original : La matriarca
- Réalisation : Pasquale Festa Campanile
- Scénario : Ottavio Jemma (en), Niccolò Ferrari
- Photographie : Alfio Contini
- Montage : Sergio Montanari
- Musique : Armando Trovajoli
- Producteur : Silvio Clementelli
- Société de distribution :
- Pays : Italie
- Langue : Italien
- Genre : comédie érotique
- Durée : 89 minutes
- Dates de sortie : 
  -  Italie 1968

## Distribution

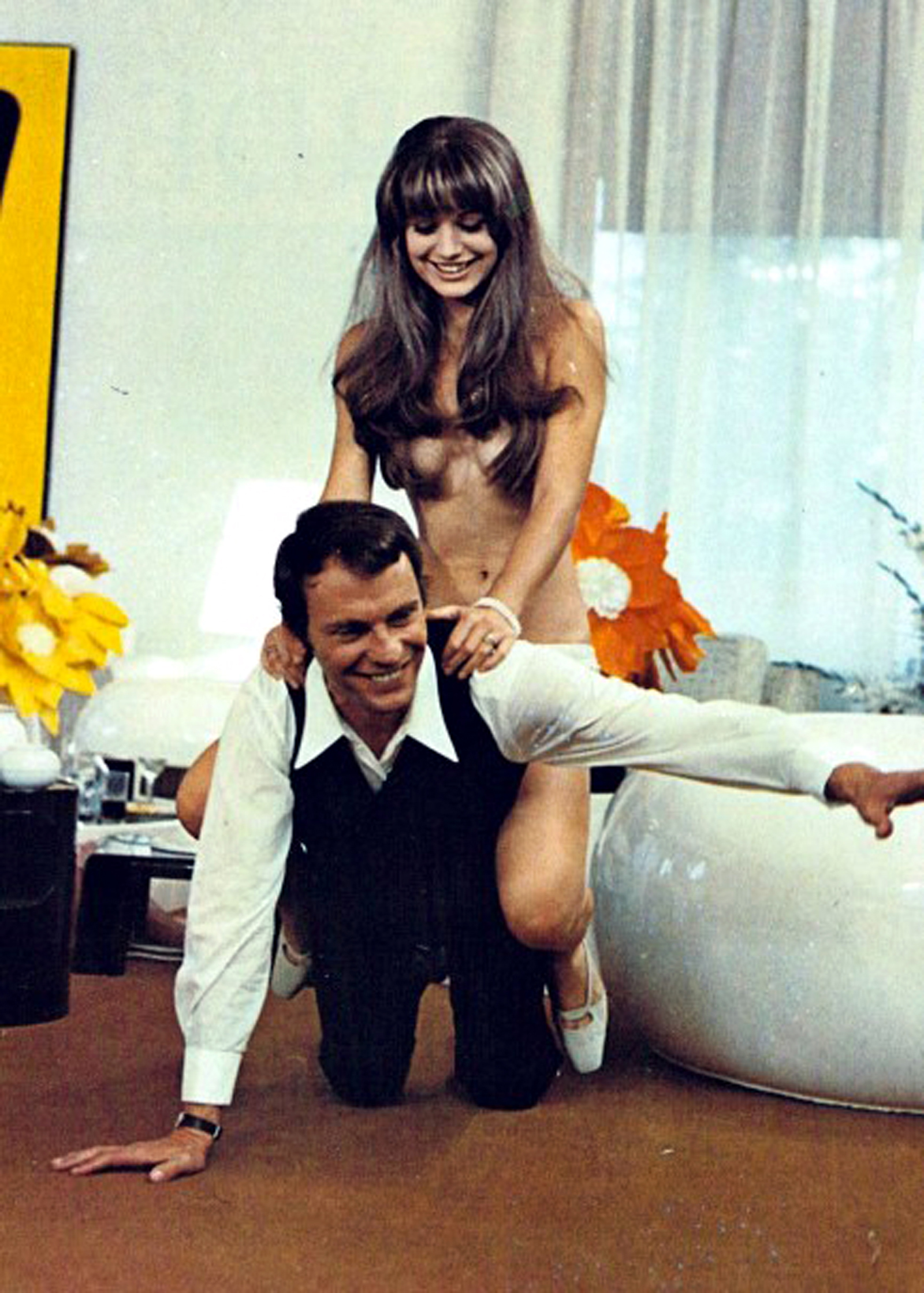
Catherine Spaak chevauche Jean-Louis Trintignant dans une scène vers la fin du film.

- Catherine Spaak (VF : Elle-même) : Margherita, dite Mimmi
- Jean-Louis Trintignant (VF : Lui-même) : le docteur Carlo de Marchi
- Gigi Proietti (VF : Pierre Vernier) : Sandro Maldini
- Luigi Pistilli (VF : Jacques Deschamps) : Otto Frank dit Mr. X
- Renzo Montagnani (VF : Jacques Lalande) : Fabrizio
- Fabienne Dali : Claudia
- Nora Ricci (VF : Marthe Mercadier) : La mère de Margherita
- Edda Ferranao : Maria
- Frank Wolff (VF : Jean-François Laley) : Dr. Giulio
- Philippe Leroy (VF : Jacques Degor) : Le professeur de tennis
- Paolo Stoppa (VF : Henri Virlojeux) : Professeur Zauri
- Vittorio Caprioli (VF : Jean Berton) : Le libraire
- Venantino Venantini : Aurelio
- Gabriele Tinti (VF : Daniel Gall) : L'homme dans la voiture

## Commentaire
Ce film va un peu au-delà de la comédie érotique italienne où un public masculin peut satisfaire son appétit pour les formes féminines qui commencent à se dévoiler au cinéma depuis les années 1960. En effet, il pose la question de la possible égalité entre femmes et hommes face aux désirs, voire face aux perversions. En ce sens, ce film est un essai féministe.
La version française a été raccourcie à l'époque de 4 minutes par rapport à la version italienne.